# Red (相川七瀬のアルバム)
『Red』（レッド）は、1996年7月3日にcutting edgeからリリースされた相川七瀬のデビュー・アルバム。
CDコードはCTCR-18001。

## 解説
「夢見る少女じゃいられない」「バイバイ。」「LIKE A HARD RAIN」「BREAK OUT!」4曲の表題曲とカップリング曲2曲、さらに新曲5曲を加えた全11曲を収録。
3週目でミリオンセラー。総売上は約245万枚。ファースト・アルバムでありながら大ヒット作となった。
ジャケットのデザインは、織田哲郎を始め、BOØWY・LOUDNESS・浜田麻里・B'z・T-BOLANなどビーイング初期から中興期のジャケットを手掛けたカッツ三宅が手掛けた。ビーイングのスタジオで録音された。

## 収録曲
作詞・作曲・編曲：織田哲郎（特記以外）
1. 光と影の迷宮（ラビリンス） (5:52)
  - 作詞：SAKUYA・織田哲郎
2. 夢見る少女じゃいられない (4:18)
デビューシングル。
3. LIKE A HARD RAIN (3:57)
  - 作詞：相川七瀬・織田哲郎

3rdシングル。
4. SHAKE ME BABY (4:15)
  - 作詞：相川七瀬　作曲：森徹也・織田哲郎　編曲：秋葉伸実・森徹也・織田哲郎
5. Sayonara (4:57)
  - 作詞：相川七瀬
6. BREAK OUT! (4:11)
4thシングル。
7. GLORY DAYS (3:26)
  - 作詞：相川七瀬・井手功二

ブランニューモンキーズの井手功二（現:井手コウジ）をラッパーとして迎え共同作詞（ラップ部分）。
8. Love me (4:10)
  - 作詞：相川七瀬　作曲・編曲：ホリエアキラ

本作で唯一織田の参加が無い楽曲。
9. バイバイ。 (4:35)
2ndシングル。
10. 最後の夜 (4:41)
  - 作詞：相川七瀬

3rdシングル「LIKE A HARD RAIN」のカップリング曲。
11. 今でも…。 (5:34)
  - 作詞：相川七瀬

4thシングル「BREAK OUT!」のカップリング曲。
ベスト・アルバム『ID』にも収録。

## 演奏
- 相川七瀬：Vocal, Chorus
- 織田哲郎
  - All Guitars, Chorus
  - Keyboards & Computer Programming (#1.2.3.5.6.7.9.10.11)
- 秋葉伸実：Keyboards & Computer Programming (#4)
- ホリエアキラ：Keyboards & Computer Programming (#8)
- Reiko Uehara：Voice (#8)
- 井手コウジ：Rap (#7)